# Claude Onesta
Claude Onesta (Albi (França), 6 de fevereiro de 1957) é um treinador de handebol francês, bicampeão olímpico.
Claude Onesta é um dos mais vitoriosos treinadores de handebol da história. Sendo bicampeão olímpico, tricampeão mundial e europeu. Onesta esta a frente da Seleção Francesa de Handebol Masculino, desde 2001.